# The Totville Eye
The Totville Eye è un cortometraggio muto del 1912 diretto da C. Jay Williams.

## Trama
Il tipografo e il suo giovane assistente prendono nelle loro mani la conduzione del giornale quando il redattore si assenta.

## Produzione
Il film fu prodotto dalla Edison Manufacturing Company.

## Distribuzione
Distribuito dalla General Film Company, il film - un cortometraggio in una bobina - uscì nelle sale cinematografiche statunitensi il 27 novembre 1912. Il 1º marzo 1913 venne distribuito anche nel Regno Unito.